# Samuel León Silva
Samuel León Silva (Petorca, Aconcagua, 14 de diciembre de 1863-Santiago, 24 de abril de 1923) fue un político chileno, diputado, y alcalde de Valparaíso.

## Primeros años de vida

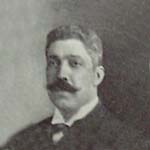
Samuel León

Samuel León Silva nació en la ciudad de Petorca en 1863, hijo de Samuel León Leal (quien había sido alcalde primero de dicha ciudad entre 1858-1873) y Demetria Silva García. Era nieto de Pedro Nolasco León y primo segundo de Ramón León Luco.
Contrajo matrimonio con María Clarisa Silva Martínez.

## Vida pública
Fue militante del Partido Liberal Democrático o «balmacedista».
Fue alcalde de Valparaíso entre 1896 y 1897, nuevamente en 1897.
En 1906 fue elegido diputado por los departamentos de Valparaíso y Casablanca. Miembro de la Comisión Conservadora durante el receso legislativo de 1908-1909. integró la Comisión Permanente de Elecciones; y fue diputado reemplazante en la Comisión Permanente de Gobierno y Colonización; y en la de Guerra y Marina. 
Ocupó su escaño hasta el 12 de julio de 1909, fecha en que fueron aprobados los poderes de su sucesor Alberto Edwards Vives.